# Rossiya Bank
Rossiya Bank (Russisch: Банк Россия) is een bank in Rusland met het hoofdkantoor in Sint-Petersburg. Hoofdaandeelhouder van de  Rossiya bank is Gennady Timchenko, jeugdvriend en vertrouweling van President Vladimir Poetin. Met een door Forbes geschat vermogen van 32,5 miljard dollar is hij een van de machtigste en rijkste oligarchen van Rusland.
Deze bank is betrokken in de Amerikaanse sancties vanwege de annexatie van de Krim in maart 2014. Als tegenactie opende president Poetin een rekening bij deze bank voor zijn salaris.
Na de Russische invasie van Oekraïne in februari 2022, volgden zware economische sancties door westerse landen tegen Rusland. De Europese Unie besloot zeven Russische banken uit Society for Worldwide Interbank Financial Telecommunication (SWIFT) te verwijderen waaronder Rossiya Bank. Alleen de grote banken Sberbank en Gazprombank houden toegang tot SWIFT.